# Saint-Caprais, Gers
Saint-Caprais är en kommun i departementet Gers i regionen Occitanien i sydvästra Frankrike. Kommunen ligger i kantonen Gimont som tillhör arrondissementet Auch. År 2022 hade Saint-Caprais 146 invånare.

## Befolkningsutveckling
Antalet invånare i kommunen Saint-Caprais
Referens:INSEE